# Saint-Pierre-Lavis
Saint-Pierre-Lavis este o comună în departamentul Seine-Maritime, Franța. În 1 ianuarie 2018 avea o populație de 304 de locuitori.